# Ester Aparecida dos Santos
Ester Aparecida dos Santos (Guarulhos, São Paulo, 9 de desembre de 1982), comunament anomenada Ester és una futbolista professional brasilera que juga en la posició de volant (migcampista defensiva) pel Chelsea Ladies Football Club de la lliga anglesa de futbol femení. Va formar part de la Selecció femenina de futbol de Brasil que va ser segona en la Copa Mundial Femenina de Futbol de 2007 i als Jocs Olímpics de Pequín 2008.

## Trajectòria

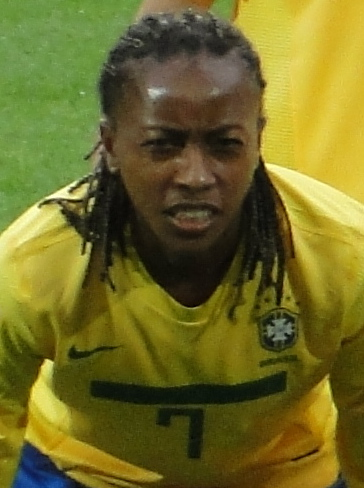
Ester.

Va començar jugant de petita al seu barri, prop de l'Aeroport Internacional de São Paulo-Guarulhos. Va signar un contracte amb el Clube Atlètic Juventus després d'una proves, i d'allí va marxar al Santos FC. En 2007 va jugar pel CEPE-Caxias de Rio de Janeiro i va tornar a jugar per al Santos al començament de l'any 2008.
En 2008 va participar en el draft que celebra la lliga nord-americana de futbol, i va quedar 21a de la tercera ronda, seleccionada pels Sky Blue FC al costat del seu compatriota Rosana, encara que finalment no es va unir al club. Es va quedar en el Santos i va guanyar les dues primeres edicions de la Copa Libertadores d'Amèrica Femenina. L'any 2012 va sortir del Santos amb destinació a Rússia per jugar en el WFC Rossiyanka, on va disputar la Lliga de Campions de la UEFA femenina, on van ser eliminades en quarts de final davant el Turbine Potsdam. Des de l'any 2013 forma part del Chelsea Ladies Football Club.

## Selecció de Brasil
Va ser demanada per jugar amb la Selecció femenina de futbol de Brasil en 2003. Es va guanyar la seva titularitat absoluta al centre del camp en els Jocs Panamericans de 2007, en els quals va guanyar la medalla d'or. No obstant això, va retardar la seva posició per disputar la Copa Mundial Femenina de Futbol de 2007. Va disputar la final dels Jocs Olímpics de Pequín 2008, però va perdre davant Estats Units. Quatre anys més tard també va disputar els Jocs Olímpics de Londres 2012. Abans, en 2011 va disputar la Copa Mundial Femenina de Futbol de 2011 i un any abans es va adjudicar el Campionat Sud-americà Femení de 2010.

## Estadístiques

### Clubs
| Club                         | País       | Any       |
| ---------------------------- | ---------- | --------- |
| Clube Atlètic Juventus       | Brasil     |           |
| Santos FC                    | Brasil     | 2001-2006 |
| CEPE-Caxias                  | Brasil     | 2007      |
| Santos FC                    | Brasil     | 2007-2011 |
| WFC Rossiyanka               | Rússia     | 2012      |
| Chelsea Ladies Football Club | Anglaterra | 2013      |

## Palmarès[9]

### Campionats nacionals
| Títol                       | Club        | País   | Any  |
| --------------------------- | ----------- | ------ | ---- |
| Jogos Abertos do Interior   | Santos FC   | Brasil | 2002 |
| Jogos Regionais             | Santos FC   | Brasil | 2006 |
| Campionat Carioca           | CEPE-Caxias | Brasil | 2007 |
| Jogos Regionais             | Santos FC   | Brasil | 2008 |
| Copa de Brasil              | Santos FC   | Brasil | 2008 |
| Copa de Brasil              | Santos FC   | Brasil | 2009 |
| Copa Paulista               | Santos FC   | Brasil | 2009 |
| Campionat Paulista de LINAF | Santos FC   | Brasil | 2009 |
| Campionat Paulista          | Santos FC   | Brasil | 2010 |
| Campionat Paulista          | Santos FC   | Brasil | 2011 |

### Copes internacionals
| Títol                                | Club                                  | País    | Any  |
| ------------------------------------ | ------------------------------------- | ------- | ---- |
| Copa Mercosur                        | Santos FC                             |         | 2006 |
| Jocs Panamericans                    | Selecció femenina de futbol de Brasil | Brasil  | 2007 |
| Plata en els Jocs Olímpics           | Selecció femenina de futbol de Brasil | Xina    | 2008 |
| Copa Libertadores d'Amèrica Femenina | Santos FC                             | Brasil  | 2009 |
| Copa Libertadores d'Amèrica Femenina | Santos FC                             | Brasil  | 2010 |
| Campionat Sud-americà Femení         | Selecció femenina de futbol de Brasil | Equador | 2010 |